# John Millington Synge
John Millington Synge   (Rathfarnham, 16 d'abril de 1871 - Dublín, 24 de març de 1909) fou un autor dramàtic, poeta, prosista irlandès d'expressió anglesa. Sovint s'empra la forma escurçada J.M. Synge per a referir-se a l'autor.
És una figura clau al Renaixement Literari Irlandès i un dels fundadors de l'Abbey Theatre. És conegut sobretot per la seva obra El playboy del món occidental, que va causar disturbis a Dublín durant la seva estrena en aquest teatre.
Encara que provenia d'un ambient de classe mitjana protestant, els escrits de Synge es refereixen principalment al món dels camperols catòlics de la Irlanda rural i amb això ell considerava el paganisme essencial del seu punt de vista sobre el món.
Synge va patir la malaltia de Hodgkin, una forma de càncer que en aquella època era intractable. Va morir unes poques setmanes abans del seu 38è aniversari.

## Ambient familiar i primers anys
Synge va néixer a Newtown Villas, Rathfarnham, comtat de Dublín. Rathfarnham era en aquella època una part rural del comtat, encara que avui dia sigui un actiu suburbi. Era el fill més petit d'una família amb vuit germans. La seva família, per part de pare, era aristocràcia terratinent de Glanmore Castle, al comtat de Wicklow, i el seu avi matern, Robert Traill, havia estat rector de l'Església d'Irlanda a Schull (comtat de Cork) i membre del Comitè d'Ajuda de Schull durant l'època de la Gran fam irlandesa.
El seu avi, John Hatch Synge, era un admirador del docent Johann Heinrich Pestalozzi i va fundar una escola experimental a la finca familiar. El seu pare, també anomenat John Hatch Synge, era un advocat que va contreure la verola i va morir el 1872 als 49 anys. La mare de Synge, que tenia els seus propis ingressos per unes terres a Comtat de Galway, va traslladar llavors la família a una casa al costat de la de la seva mare a Rathgar, Dublín. Synge va passar una infància feliç, jugant i desenvolupant el seu interès per l'ornitologia al costat de les ribes del riu Dodder i als terrenys del castell Rathfarnham, llocs que estaven els dos molt propers, i durant les vacances familiars al lloc de vacances costaner de Greystones , Wicklow i la finca de la família a Glanmore.
Synge va rebre una educació privada a escoles de Dublín i Bray i va estudiar piano, flauta, violí, teoria musical i contrapunt a la Reial Acadèmia Irlandesa de Música. Era un estudiant amb talent i va guanyar una beca en contrapunt el 1891. La família es va traslladar al suburbi de Kingstown (avui Dún Laoghaire) el 1888. Synge va entrar al Trinity College de Dublín l'any següent, graduant-se amb llicenciatura el 1892. A la universitat, va estudiar irlandès i hebreu; va continuar els estudis musicals i tocant amb l'orquestra de l'acadèmia en concerts als Salons Antient Concert.
Igualment es va unir al Club de Camp de Naturalistes de Dublín i va llegir Charles Darwin, desenvolupant un interès en antiguitats irlandeses ia les Illes d'Aran. El 1893, va publicar la seva primera obra coneguda, un poema influït per Wordsworth, a Kottabos, A College Miscellany. La seva lectura de Darwin va coincidir amb una crisi de fe i per aquesta època, Synge va abandonar la religió protestant en què havia estat educat.

## L'escriptor emergent
Després de graduar-se, Synge va decidir que volia ser un músic professional, i va marxar a Alemanya a estudiar música. Va ser a Coblença el 1893 i després es va traslladar a Würzburg el gener de l'any següent. En part perquè era tremendament tímid per actuar en públic, i en part perquè tenia dubtes sobre la seva capacitat, Synge va decidir abandonar la carrera musical i seguir els seus interessos literaris. Va tornar a Irlanda el juny de 1894 i es va traslladar a París el gener de l'any següent per estudiar literatura i idiomes a la Sorbona.
Durant les vacances d'estiu familiars a Dublín, va conèixer i es va enamorar de Cherrie Matheson, amiga del seu cosí i membre dels Germans de Plymouth. Li va proposar matrimoni el 1895 i de nou l'any següent, però ella el va rebutjar en totes dues ocasions a causa dels seus diferents punts de vista religiosos. Aquest rebuig va afectar molt Synge i va reforçar la seva determinació de passar el major temps possible fora d'Irlanda.
El 1896 va visitar Itàlia per estudiar l'idioma durant un temps abans de tornar a París. Més tard, aquell mateix any, va conèixer William Butler Yeats, que el va animar a viure durant un temps a les illes Aran i tornar després a Dublín i dedicar-se al treball creatiu. Va passar també algun temps al cercle de Maud Gonne a París, però aviat se'n va apartar. També va escriure bastant crítica literària per a Irlande Lliure de Gonne, i altres diaris, així com poemes i prosa inèdits en un decadent estil fi de siècle. Aquests escrits amb el temps van ser reunits en els anys 1960 per a les seves Obres completes. També va anar a conferències a la Sorbona pel destacat erudit cèltic Henri d’Arbois de Jubainville.

## Les illes Aran
Synge va patir el primer atac de la malaltia de Hodgkin el 1897 i li va ser extirpat un gangli del coll. A l'any següent va passar l'estiu a les illes Aran, visitant Coole Park, casa de Lady Gregory, on es va trobar amb Yeats i Edward Martyn. Va passar els cinc estius següents a les illes, recopilant històries i folklore i perfeccionant el seu irlandès, mentre continuava vivint a París durant la major part de la resta de l'any. També va visitar Bretanya amb regularitat. Durant aquest període, Synge va escriure la seva primera obra dramàtica, When the Moon has Set. Se la va enviar a Lady Gregory per al Teatre Literari Irlandès el 1900, però ella el va rebutjar i l'obra no es va publicar fins a la seva aparició a les Obres completes.
El seu primer relat sobre la vida a les illes es va publicar al New Ireland Review el 1898. Les illes Aran és un diari que arriba a la mida d'un llibre; ho va acabar el 1901 i es va publicar el 1907 amb il·lustracions de Jack Yeats. Aquest llibre és una lenta reflexió sobre la vida a les illes i reflecteix la creença de Synge que sota el catolicisme dels illencs era possible detectar un substrat de les antigues creences paganes dels seus ancestres. Les seves experiències a Aran formarien la base de moltes de les obres dramàtiques que Synge escriuria sobre la vida a comunitats camperoles o pescadores d'Irlanda.

## Primeres obres
El 1903, Synge va abandonar París i va marxar a Londres. Havia escrit dues obres dramàtiques en un acte, Genets al mar i L'ombra de la vall l'any anterior. Aquestes van aconseguir l'aprovació de Lady Gregory, i L'ombra de la vall es va interpretar a Molesworth Hall a l'octubre de 1903. Genets al mar es va interpretar al mateix local l'any següent. L'ombra de la vall va formar part del programa per a la inauguració de l'Abbey Theatre des del 27 de desembre de 1904 al 3 de gener de 1905.
Ambdues obres estaven basades en històries que Synge havia recollit a les Illes Aran. L'ombra de la vall es basava en la història d'una esposa infidel i va ser atacada per escrit pel líder nacionalista irlandès Arthur Griffith com a "una difamació de les dones irlandeses". Genets al mar també va ser atacat pels nacionalistes, aquesta vegada per Patrick Pearse, que la va menysprear per l'actitud de l'autor envers Déu i la religió. Tot i aquests atacs, les obres formen part avui dia del cànon del teatre en llengua anglesa. Una tercera obra en un acte, El casament de la llauna va ser esbossada per aquesta època, però Synge no va intentar que es representés en aquesta època, principalment per una escena en què un sacerdot és lligat en un sac, la qual cosa, tal com va escriure al editor Elkin Mathews el 1905, probablement podria disgustar "a una bona part dels nostres amics de Dublín".
Quan es va establir el teatre Abbey, Synge va ser nomenat assessor literari i aviat es va convertir en un dels directors de la companyia, juntament amb Yeats i Lady Gregory. La seva següent obra, El manantial dels sants es va interpretar al teatre el 1905, obtenint de nou el rebuig dels nacionalistes, i de nou el 1906 al Deutsches Theater a Berlín.

## Els disturbis perPlayboyi època posterior
L'obra generalment considerada obra mestra de Synge, El playboy del món occidental, es va interpretar per primera vegada al teatre Abbey el gener de 1907. Aquesta comèdia centrada en la història d'un aparent parricidi també va atreure una hostil reacció del públic. La van ridiculitzar els nacionalistes, entre ells Griffith, ja que creien que el teatre no era prou polític. Va descriure l'obra com “una història vil i inhumana narrada en el llenguatge més obscè que hem escoltat mai des d'un escenari públic”. Amb el pretext d'un desaire percebut sobre la virtut de les dones irlandeses a la línia "...un flux de dones escollides, dempeus en roba interior...", una significativa porció del públic es va esvalotar, fent que la resta de l'obra es representarà com a espectacle de muts.
Yeats va tornar des d'Escòcia per dirigir-se a la multitud a la segona nit, amb unes declaracions famoses: "de nou han fet el ridícul, és així com celebraran sempre l'arribada d'un geni irlandès?" i va decidir trucar a la policia. L'opinió de la premsa aviat es va tornar contra els esvalotadors i les protestes es van anar apagant. Altres fonts indiquen que la cita 'han tornat a fer el ridícul, és així com celebraran sempre l'arribada d'un geni irlandès?' és un discurs que Yeats va llançar a l'audiència de l'Abbey el 1926, durant la quarta representació de l'obra de Sean O'Casey, L'Arado i les estrelles. La primera vegada que ells 'van fer el ridícul' seria amb els disturbis per Playboy.
El casament de la llauna es va acabar el 1907 i es va interpretar a Londres el 1909. Aquest mateix any, Synge es va prometre amb l'actriu de l'Abbey Molly Allgood.
Va morir a la Casa de Repòs Elpis a Dublín. Els seus Poems and Translations van ser publicats per Cuala Press el 4 d'abril amb un prefaci per part de Yeats. Yeats i Molly Allgood van completar l'última obra de Synge, Deirdre dels pesares, i es va representar pels actors de l'Abbey el gener de 1910 amb Allgood al paper principal.

## Llegat
Les obres de Synge van ajudar a establir l'estil de l'Abbey durant les quatre dècades següents. L'estilitzat realisme de la seva escriptura es reflectia en el sistema d'interpretació ensenyat a l'escola del teatre, i les obres sobre vida pagesa eren el principal ingredient del repertori fins a finals dels anys 1950. Sean O'Casey, el següent dramaturg principal que escrivís per a l'Abbey, coneixia bé l'obra de Synge i va intentar fer amb les classes treballadores dublineses allò que el seu predecessor havia fet amb els pobres de poble. D'altra banda Bertolt Brecht crearà l'obra Els fusells de la senyora Carrar gràcies a l'obra Genets cap al mar de Sygne.
La crítica Vivian Mercier es va trobar entre els primers que van reconèixer el deute de Samuel Beckett amb Synge. Beckett era un membre regular del públic que anava a l'Abbey en la seva joventut i va admirar en particular les obres de Yeats, Synge i O'Casey. Mercier assenyala paral·lelismes entre les figures de Synge de rodamóns, captaires i camperols, i molts dels personatges de les novel·les i obres dramàtiques de Beckett.
Fa pocs anys s'ha restaurat la petita casa de Synge a les illes Aran per fer-ne una atracció turística. Cada estiu des de 1991 se celebra anualment al poble de Rathdrum (Wicklow), una "Escola d'Estiu Synge".

## Obra

### En llengua original
- In the Shadow of the Glen. (1903)
- Riders to the Sea. (1904)
- The Well of the Saints. (1905)
- The Aran Islands (1907. El llibre es pot llegir en versió original a "Wikisource": The Aran Islands)
- The Playboy of the Western World (1907)
- The Tinker's Wedding (1908)
- Poems and Translations (1909)
- Deirdre of the Sorrows (1910)
- In Wicklow and West Kerry. (1912)
- Collected Works of John Millington.

### Traduccions al català
Teatre
- Genets cap a la mar (original: Riders to the Sea). Traducció d'Anna Murià. Estrena el 15 de gener de 1955 a l'Orfeó Català de Mèxic, en unes vetllades teatrals organitzades per l'Agrupació Catalana d'Art Dramàtic. Publicat el 1958 per Miquel Arimany a la revista El Pont,[1] i posteriorment també en el volum: John Millington Synge. Genets cap a la mar. Les bodes del llauner (Barcelona: Institut del teatre, 1995. Biblioteca teatral).
- El playboy del món occidental (el títol de la traducció també apareix com a El fatxenda del món occidental. Original: The Playboy of the Western World).[2] Traducció de Rafael Tasis, editada el 2012 a Punctum, amb pròleg de Dolors Udina. Va ser estrenada(?) a València el 1987 pel grup Teatre a Banda de València sota la direcció de Francesc Pujades i el títol de El playboy del món occidental.[3][4]
- Les noces del llauner (original: The Tinker's Wedding). Traducció de Xavier Romeu. Estrena el 19 d'abril del 1973 a l'Institut Britànic de Barcelona, pel alumnes de la primera promoció de l'Escola de Teatre de l'Orfeó de Sants, sota la direcció nominal de Lluís Gómez Roldan. Durant aquest mateix any, es va representar a Berga, el 21 de juliol, dintre del II Festival d'Estiu de Teatre; al Teatre Capsa de Barcelona, de l'1 al 10 d'agost, amb una magnífica escenografia de Josep Maria Massagué; a la Universitat Catalana d'Estiu, el 25 d'agost; al Teatre Principal de Valls, el 28 de setembre, etc. Van aparèixer crítiques molt positives a Destino, Serra d'Or, La Vanguardia, Canigó, El Mundo Deportivo...[5]
- Les bodes del llauner (original: The Tinker's Wedding). Traducció de Jaume Melendres. Estrena al Jove Teatre Regina de Barcelona el 1990 per la Companyia La Infidel sota la direcció de Calixto Bieito.[2][6] Publicat en el volum: John Millington Synge. Genets cap a la mar. Les bodes del llauner (Barcelona: Institut del teatre, 1995. Biblioteca teatral).
- L'ombra de la vall (original: In the Shadow of the Glen). Traducció de Jaume Melendres. Estrena al Jove Teatre Regina de Barcelona el 1990 per la Companyia La Infidel sota la direcció de Calixto Bieito.[7][8][9]
- A l'ombra de la fondalada (original: In the Shadow of the Glen). Traducció d'Albert Mestres. Representada a la Sala Beckett de Barcelona el 2006. Publicada en el volum: Sabates de taló de Manuel Molins i A l'ombra de la fondalada de John M. Synge, col·lecció "En cartell", Núm. 16 (Barcelona: Re&Ma 12, 2006).

Dietari, crònica, assaig
- Les illes Àran (original: The Aran Islands). Traducció d'Artur Quintana (Barcelona: Edicions de 1984, 1999).

- Viatges per Irlanda (original: Travels in Wicklow, West Kerry and Connemara). Traducció d'Oriol Ampuero (Barcelona: Edicions de 1984, 2018).